# Dukat
Dukat je v osnovi beneški cekin, kasneje so se tako imenovali tudi drugi zlati in večji srebrni kovanci.
Njegovo poimenovanje prihaja od latinske besede ducatus, ki pomeni vojvodstvo. Menda se je prvi tako imenoval kovanec sicilskega kralja Rogerija II. iz leta 1140, ki je nosil latinski napis Sit tibi, Christe, datus, quem tu regis iste ducatus (O Kristus, naj bo vojvodstvo, ki mu ti vladaš, posvečeno tebi). Besedo ducatus je bila napisana tudi na beneškem cekinu. Pogosto so jih uporabljali kot okraske v obliki kovanca z lokom.

## Beneški dukat
Beneški dukat je zlat kovanec s težo 3,49 g, od tega 3,44 g čistega zlata. Leta 1284 ga je dal kovati beneški dož Giovanni Dandolo (1280.-1289) in je poznan tudi pod italijanskim imenom zecchino (zecca pomeni v italijanščini kovnica).  Kovali so ga v skoraj nespremenjeni kvaliteti in teži do konca Beneške republike leta 1797. V 16. stoletju je bil najpomembnejša denarna enota v Svetem rimskem cesarstvu. Razširjen je bil po vsem svetu in velja za najbolj stabilno valuto vseh časov.
Dunajska kovnica za zbiratelje še danes kuje dukate z letnico 1915 in glavo Franca Jožefa.

## Zlate različice
Že v 13. stoletju so se, približno istočasno z beneškim, pojavili florentinski in madžarski zlati dukati. S časom so  postali vzor za kovanje zlatih novcev tudi v drugih deželah; dukat je postal poimenovanje za zlat kovanec na splošno.
Leta 1586 so začeli na Nizozemskem kovati lažjo različico dukata, ki se je močno razširila na vzhod, v Poljsko in Rusijo. Druga različica, ki izhaja iz Lübecka, se je razširila po Skandinaviji.

## Srebrni dukati
Od začetka 16. stoletja so se tako imenovali tudi večji srebrni novci. Srebrne dukate je kovala Dubrovniška republika; leta 1723 je npr. dubrovniški srebrni dukat tehtal 19,165 g in leta 1787 13,37 g.